# Alcáçovasi szerződés
Az alcáçovasi szerződés a kasztíliai örökösödési háborút (1475–1479) lezáró békeegyezmény, amit Portugália, illetve az egységesülő Aragóniai Királyság és Kasztília képviselői hivatalosan 1479. szeptember 4-én kötöttek meg a portugáliai Alcáçovasban. Mivel a tárgyaláson a szerződő uralkodók nem voltak jelen, az egyezményt később írták alá:
- I. Izabella kasztíliai királynő még 1479-ben, Trujillóban,
- II. Ferdinánd aragóniai király 1480-ban, Toledóban

A szerződésben V. Alfonz portugál király lemondott kasztíliai trónigényéről, I. Johanna kasztíliai királynő pedig a kasztíliai trónról, a spanyolok (pontosabban: ekkor még kasztíliaiak és aragónok) viszont elismerték Portugália addigi afrikai hódításait. Portugália lemondott a Kanári-szigetekre támasztott igényéről és kivonult La Gomeráról, a spanyolok viszont elismerték a portugál fennhatóságot az Atlanti-óceán többi szigetcsoportján (Azori-szigetek, Madeira-szigetek, beleértve a Selvagens-szigeteket is, Zöld-foki-szigetek).